# Dorian (película)
Pact with the Devil, conocido también como Dorian, es una película dramática anglo-canadiense de 2004, dirigida por Allan A. Goldstein y protagonizada por Ethan Erickson, Malcolm McDowell y Christoph Waltz. Se trata de una reinterpretación de la obra de Oscar Wilde, El retrato de Dorian Gray. Fue filmada en el año 2002 en Canadá.

## Elenco
- Malcolm McDowell como Henry.
- Ethan Erickson como Louis/Dorian.
- Christoph Waltz como Rolf Steiner.
- Victoria Sanchez como Mariella Steiner.
- Jennifer Nitsch como Bae.
- Ron Lea como Detective Giatti.
- Karen Cliche como Christine.
- Amy Sloan como Sybil.
- Hunter Phoenix como Isabella.
- Carl Alacchi como James.
- Bronwen Booth de Trina.
- Henri Pardo  como Trina.
- Luigi Tosi como Policía.
- Daniela Ferrera como Mujer #1.
- Jane McLean como Mujer #2.
- Elena David como Diana Baker.